# Olpiolum puertoricensis
Olpiolum puertoricensis es una especie de arácnido del orden Pseudoscorpionida de la familia Olpiidae.

## Distribución geográfica
Se encuentra en Puerto Rico.